# Font del Triptòlem
La Font del Triptòlem, o El Triptòlem és una escultura de Joan Rebull situada entre el passeig de Mata i el passeig de Sunyer, a la plaça de Joan Rebull, a la ciutat de Reus, al Baix Camp.
L'escultura va ser un encàrrec de la Banca Vilella, per commemorar el centenari d'aquella entitat. Rebull, pensant en la tradició agrícola del Camp, va escollir com a tema el mite de Triptòlem, que explica que Demèter, la deessa de la fertilitat, ensenyà a Triptòlem, fill del rei d'Eleusis, que la va acollir, el conreu del blat, i li encarregà de difondre'l entre els homes. Triptòlem inventà l'arada i instaurà el culte a Demèter.

Rebull s'inspirà per fer l'escultura en un relleu de l'escola de Fídies del segle V a.C. que es conserva al Museu Nacional d'Atenes, que representa Triptòlem, el qual sota la mirada atenta de Perséfone, que sosté una torxa per il·luminar el camí del jove, inicia un avanç, mentre Demèter l'encoratja i l'anima a seguir el camí. A més, l'escultor volia homenatjar la seva ciutat. En paraules de Rebull:
| « | Em vaig basar en la idea de la rosa que figura a l'escut de Reus i així les cinc plataformes representen els cinc pètals d'aquesta rosa de Reus, i amb l'arquitecte Llimona vàrem resoldre la forma i els càlculs de resistència, donant-li una forma espiral per obtenir una cortina de pluja que crea una unió rítmica de tot el grup escultòric.[…] la il·luminació és part integrant de la idea i amb el bronze de les estàtues, el bany de coure de les plataformes i el joc de les aigües, que a la llum forma una cortina daurada, s'inspira el tot de la meva obra. | » |
| — Alberto Durán, La Vanguardia «Una monumental fuente embellece la ciudad de Reus». Barcelona, 15 de diciembre de 1964. | |   |

Les figures són molt naturals: Demèter alça i avança els braços de forma protectora, en un gest d'acollida i de comiat. El jove Triptòlem, gairebé un nen, inicia una passa, per la posició dels braços i les cames. Perséfone, dreta i relaxada, sosté la torxa amb les mans creuades sobre el ventre. Les robes cauen de manera natural, semblen mullades i s'adapten als cossos.
El conjunt escultòric, acabat el 1964, no s'instal·la fins al 1968. La Banca Vilella edità un fullet explicatiu del mite, i dels motius per donar l'escultura a la ciutat.